# Bessaràbia

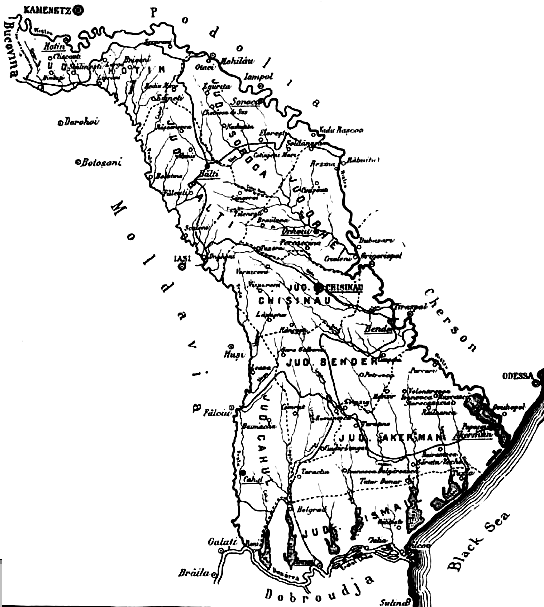
Mapa de Bessaràbia el 1927, de Charles Upson Clark

Escut de Bessaràbia

Bessaràbia (en romanès Basarabia; en ucraïnès Бесарабія, Bessaràbia; en rus Бессарабия, Bessaràbia; en búlgar Бесарабия, Bessaràbia; en turc Besarabya) és la denominació històrica per a una entitat geogràfica de l'Europa Oriental fronterera amb el riu Dnièster a l'est i el Prut a l'oest. Aquest fou el nom amb què l'imperi Rus designà la part oriental del principat de Moldàvia cedida per l'Imperi Otomà a Rússia en acabar la guerra russoturca de 1806-1812. La resta de Moldàvia es va unir a Valàquia el 1859 per a formar el Regne de Romania. El 1918, Bessaràbia declarà la seva independència de Rússia i, en acabar la Primera Guerra Mundial, es va unir a Romania. L'URSS s'annexà la Bessaràbia romanesa al començament de la Segona Guerra Mundial (vegeu Pacte Molotov-Ribbentrop) i, en acabar la guerra, la reorganitzà com a República Socialista Soviètica de Moldàvia, tot afegint-hi la República Socialista Soviètica Autònoma de Moldàvia i transferint-ne parts meridionals i septentrionals a la República Socialista Soviètica d'Ucraïna. El 1991 l'RSS de Moldàvia declarà la seva independència de l'URSS i esdevingué la República de Moldàvia.

## Geografia
Al sistema administratiu de l'Imperi Rus, Bessaràbia era una regió d'Europa Oriental composta per l'actual República de Moldàvia i alguns districtes d'Ucraïna. Està limitada pel riu Dnièster al nord i est, el Prut a l'oest i el baix Danubi i el mar Negre al sud. Té aproximadament 45,600 km². L'àrea és composta principalment de turons baixos i d'estepes, molt fèrtil per a l'agricultura, i que disposa tant de jaciment de lignit com de pedra de construcció. La gent viu en l'àrea on creix bleda-rave, gira-sols, blat, moresc, tabac, raïm i fruita. També hi ha ovelles i ramat. La principal indústria és la de transformació de productes agrícoles.

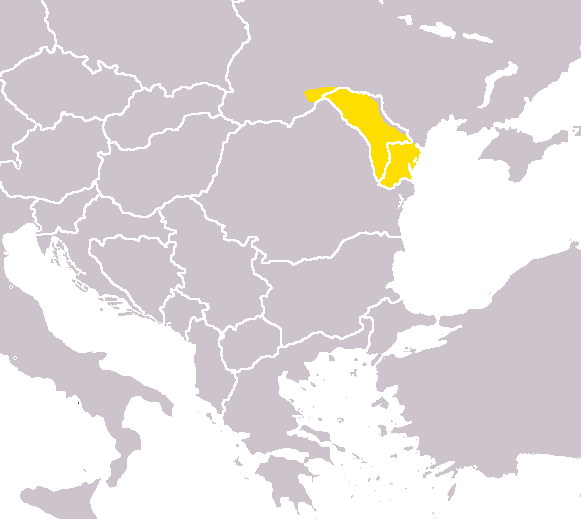
Bessarabia a l'actual Europa Sud-oriental

Les principals ciutats de la regió són Chişinău (rus Kishinev), capital de la república de Moldàvia, Izmail, Bílhorod-Dnistrovskyi (històricament Cetatea Albă i Akkerman). Altres ciutats importants han estat Hotin, Lipcani, Briceni, Soroca, Bălţi, Orhei, Ungheni, Tighina (Bender), Cahul, Reni i Kilia (Chilia).

## Història
El nom Bessaràbia (Basarabia en romanès) prové de la família valaca Basarab, qui va governar la part meridional de la regió. El nom s'aplicà originàriament a la zona meridional, que correspon a l'actual Budjak. Els turcs foren els primers a anomenar la zona «Besarabya», quan aconseguiren el control de la zona el 1484.
Del segle xv al segle xix, la regió fou parcialment dominada per Moldàvia, l'Imperi Otomà (només el Budjak), Rússia, Romania, l'URSS, Ucraïna i novament Moldàvia.

### Temps antics
El territori de Bessaràbia fou habitat des de ben antic. Els indoeuropeus hi arribaren el 2000 aC. Els habitants originaris eren els cimmeris, i més tard els escites. Més tard s'hi assentaren les tribus tràcies dacis, getes i Thyrsagetae. Al segle vii- els colons grecs s'establiren a la regió, principalment a la costa del Mar Negre, i comerciaren amb els locals. Els celtes s'assentaren a les parts meridionals, destacant la vila d'Aliobrix.
El primer estat que va incloure la totalitat de Bessaràbia fou el regne daci de Burebista, contemporani de Juli Cèsar, al segle i aC. Després de la seva mort, l'estat fou dividit en regnes petits i només unificat pel regne daci de Decèbal al segle i. Tot i que el regne fou derrotat per l'Imperi Romà el 106, Bessaràbia no formà part de l'imperi i els dacis lliures resistiren els conqueridors romans. Els romans construïren muralles defensives al sud de Bessaràbia per defensar l'Escítia Menor de les invasions bàrbares.
L'Imperi Romà romanitzà parts de la Dàcia (via colonització i influència cultural), i algunes tribus locals adoptaren els costums romans i el llatí. Segons la teoria de la continuïtat daco-romanesa, la cultura romana i la llengua romanç es van estendre arreu de l'àrea cultural dels antics dacis, inclosa Bessaràbia. Alguns historiadors ho neguen.
El 270, les autoritats romanes començaren a retirar llurs forces de la Dàcia, a causa de les invasions de gots i carps. Els gots eren una tribu germànica que va ocupar la part meridional de Bessaràbia (Budjak), a causa de la seva posició geogràfica i a les seves característiques, una estepa atractiva per a tribus nòmades. Des del segle v fou travessada pels huns, àvars, i búlgars. La influència de l'Imperi Romà occidental no va desaparèixer totalment fins al 567.

### L'Edat de les migracions
Del segle ii al segle xi la regió fou envaïda sovint per gots, huns àvars, eslaus, magiars, petxenegs, cumans i mongols. El territori de Bessaràbia formà part de regnes efímers que eren desfets quan arribaven altres emigrants. Aquests segles es caracteritzaren per un fort estat d'inseguretat i moviments de masses.
El 561, els àvars ocuparen Bessaràbia i executaren el dirigent local Mesamer. Aleshores, el 582, els búlgars Onogur, que havien estat desplaçats de Moèsia pels khàzars s'assentaren al sud de Bessaràbia i nord de Dobrudja i ocuparen la futura Bulgària. Al segle vi els eslaus també s'establiren a la regió.
Amb la creació de l'imperi Khàzar a l'est, les invacions van disminuir i es van crear estats més estables. Entre els segles ix i xiii, Bessaràbia formà part dels voivodats Bolohoveni (nord) i Brodnici (sud), els primers principats valacs de l'època. Un grup, que s'aixoplugà a lesmuntanyes a l'època de les invasions mongoles, va crear l'anomenada república de Tigheci, situada vora la moderna Cahul.
Les últimes invasions a gran escala foren les dels mongols i tàtars de 1241, 1290 i 1343; un petit grup es va assentar vora l'actual Orhei fins que en foren expulsats el 1390.

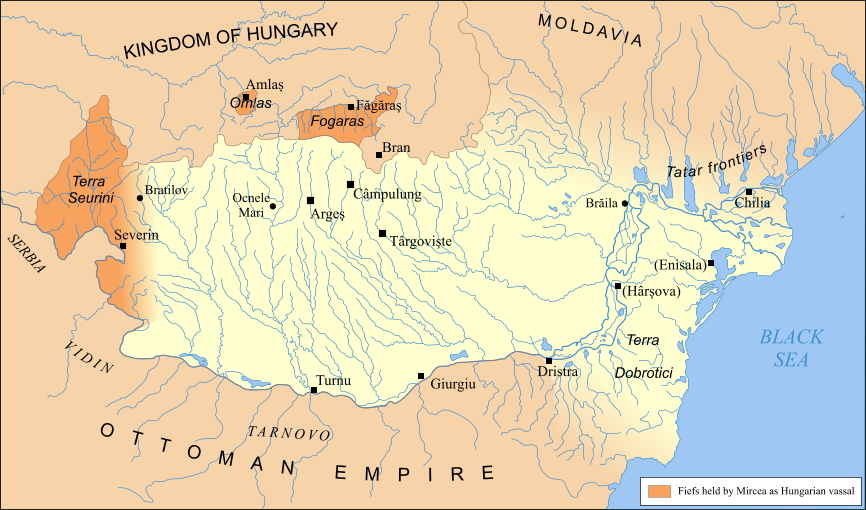
Domini valac del sud de Bessaràbia. (1390)

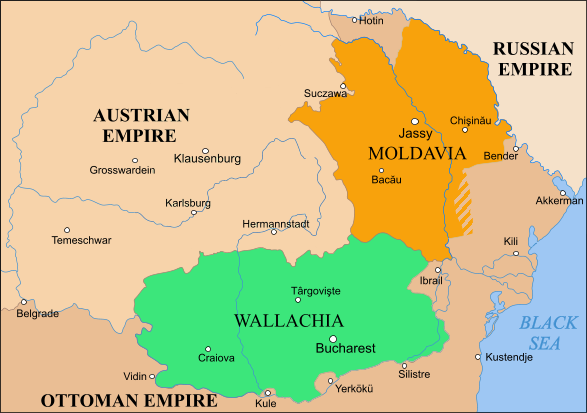
Bessaràbia en el principat de Moldàvia.

### Principat de Moldàvia
Després de la derrota dels montols el 1343, la regió fou inclosa en el principat de Moldàvia, que va establir el 1392 el seu control sobre les fortaleses de Cetatea Albă i Chilia, al marge septentrional del Dnièster.
A la darreria del segle xiv, la part meridional de la regió va formar part del regne de Valàquia, governada aleshores per la dinastia Basarab, originària del país. Al segle xv, tota la regió es va integrar en el principat de Moldàvia. Ştefan cel Mare (Esteve el Gran) hi governà entre 1457 i 1504, un llarg període de cinquanta anys en què guanyà amb el seu exèrcit trenta-dues batalles en la defensa del país contra els otomans i tàtars i només en va perdre dues. Durant aquest període, després de cada victòria, construïa un monestir o església vora el camp de batalla per a honrar el cristianisme. Moltes d'aquestes esglésies, així com antigues fortaleses, eran a Bessaràbia.

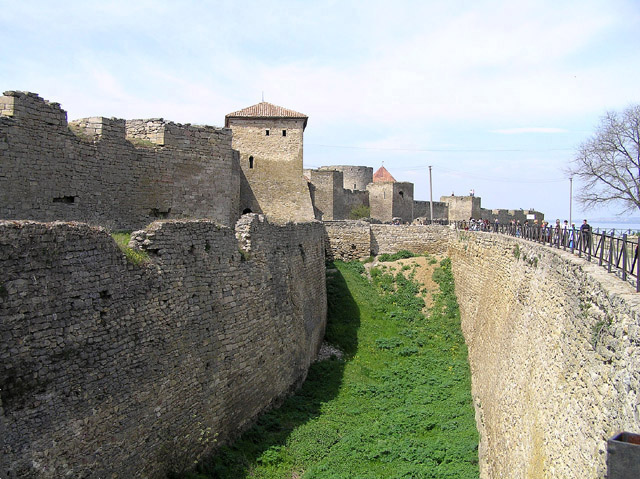
Cetatea Albă fou el principal castell construït per Moldàvia a Bessaràbia

El 1484 els turcs envaïren i capturaren Kilia i Cetatea Albă (Akkerman en turc), i s'annexaren la part costanera meridional de Bessaràbia, que fou dividida en dos sandjaks (districtes) de l'Imperi Otomà. El 1538 els otomans s'annexaren més territori del sud de Bessaràbia fins a Tighina, mentre que la part central i septentrional formava part del principat de Moldàvia, vassall dels otomans.
Entre 1711 i 1812, l'imperi Rus va ocupar la regió cinc cops durant les guerres que van mantenir l'Imperi Otomà, l'imperi Rus i Àustria. Entre 1820 i 1846, les tribus gagaús emigraren cap a l'Imperi Rus a través del Danubi, després de viure anys d'opressió sota el jou otomà, i s'assentaren al sud de Bessaràbia. ALgunes tribus turcòfones de l'Horda Nogai també habitaven la regió de Budjak (al sud de Bessaràbia dels segles segle xvi al segle xviii, però foren totalment expulsats el 1812.

### Annexió per l'Imperi Rus
Pel Tractat de Bucarest del 28 de maig de 1812, pel qual va acabar la Guerra Russo Turca de 1806-1812, l'Imperi Otomà va cedir la part oriental del principat de Moldàvia a l'Imperi Rus. Aquesta regió serà anomenada Bessaràbia. Abans d'aquest any, el nom només fou usat per a la part meridional, que va estar sota domini directe dels otomans des del 1484.

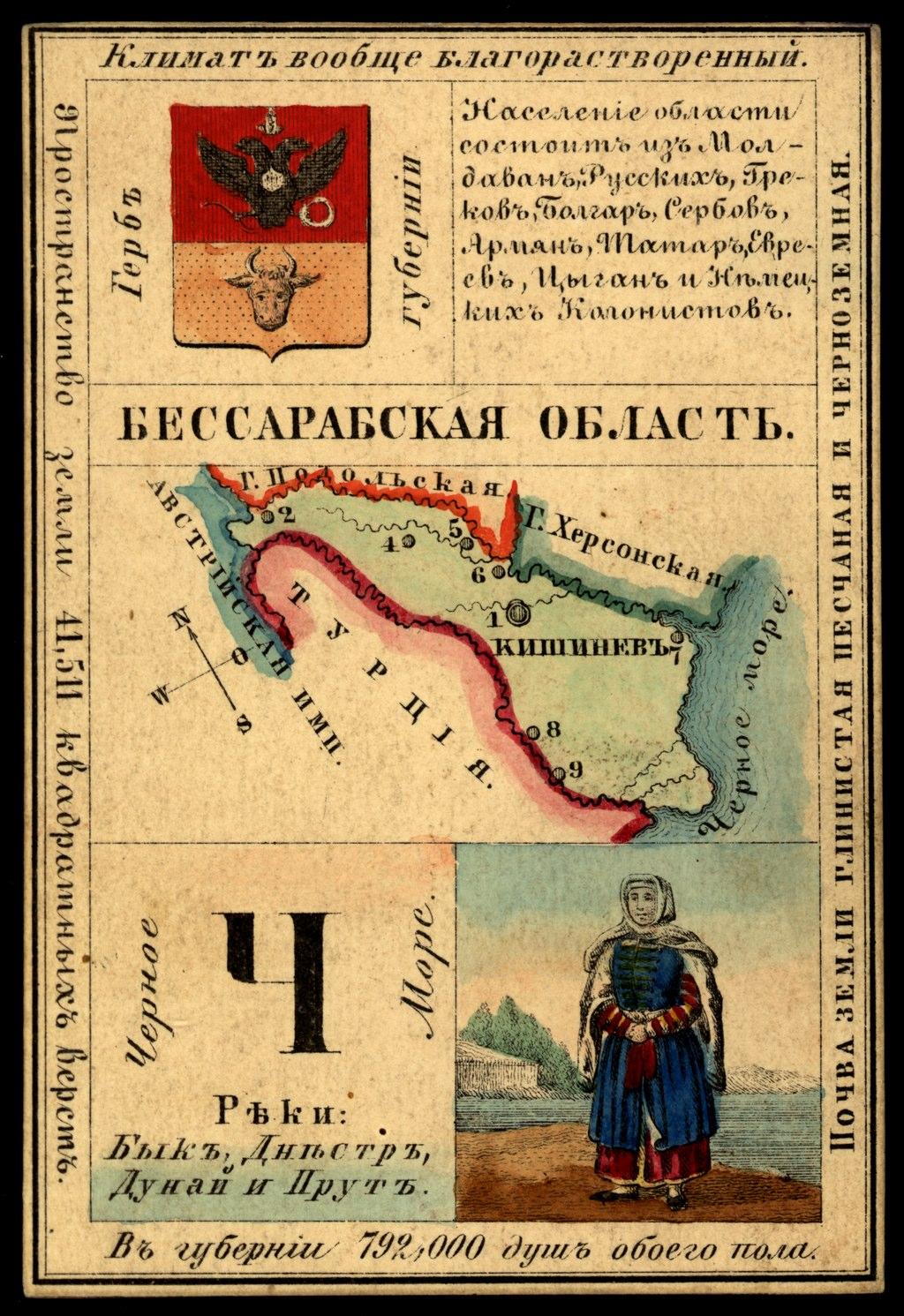
Una postal de Bessaràbia a partir de 1856

El 1814 s'hi van establir els primers colons alemanys al sud del territori, i els búlgars de Bessaràbia també s'hi assentaren, fundant ciutats com Bolhrad. Administrativament, Bessaràbia esdevingué un óblast de l'Imperi Rus de manera efectiva des del 1818 i un guberniya des del 1873.
Pel Tractat d'Adrianòpolis s'acabà la Guerra Russo-Turca de 1828-1829 i tot el delta del Danubi fou afegit a l'Oblast de Bessaràbia.
A la fi de la Guerra de Crimea, el 1856, pel Tractat de París, dos districtes del sud de Bessaràbia foren retornats a Moldàvia, i l'Imperi Rus va perdre l'accés al Danubi. Cap al 1859, Moldàvia i Valàquia s'uniren en un sol estat, que va prendre el nom de Regne de Romania el 1866, inclosa la part meridional de Bessaràbia.
La Guerra d'Independència Romanesa va esclatar el 1877-1878, i comptaren amb l'Imperi Rus com a aliat. Encara que l'aliança entre Romania i l'Imperi Rus especificava que Rússia respectaria la integritat territorial de Romania i no en reclamaria cap part a la fi de la guerra, pel Tractat de Berlín, la part meridional de Bessaràbia fou novament annexada per Rússia.
Incitat per les autoritats, el 6 d'abril de 1903 esclatà el pogrom de Kishinev. Fou la primera acció d'antisemitisme dirigida per les autoritats en el segle xx; van morir 47 o 49 jueus, 92 foren ferits greument i 700 cases foren destruïdes.
Després de la revolució russa, es desenvolupà a Bessaràbia un moviment nacionalista romanès. En el caos provocat per la revolució d'octubre de 1917, s'hi va constituir un Consell Nacional (Sfatul Ţării), amb 120 membres elegits per Bessaràbia i 10 elegits per Transnístria (el marge esquerre del riu Dnièster, habitat per moldaus/romanesos).
El 14 de gener de 1918, durant els desordres provocats per la retirada del front romanès de dues divisions russes, Chişinău fou saquejada. El Comité Rumcherod (Comité Executiu Central del Soviet de Treballadors, Soldats i Mariners Diputats del Front Romanès, Flota del Mar Negre i la regió d'Odessa) es proclamà autoritat suprema a Bessaràbia. El Sfatul Ţării no fou capaç de reclutar cap unitat armada, i per això reclamà el suport del govern romanès. El 16 de gener una divisió romanesa ocupà Chişinău, i l'endemà Tighina als marges del riu Dnister. Al tercer dia els soviètics foren expulsats de Bessaràbia.
Deu dies després, el 24 de gener de 1918, Sfatul Ţării declarà la independència de Bessaràbia com a República Democràtica Moldava.

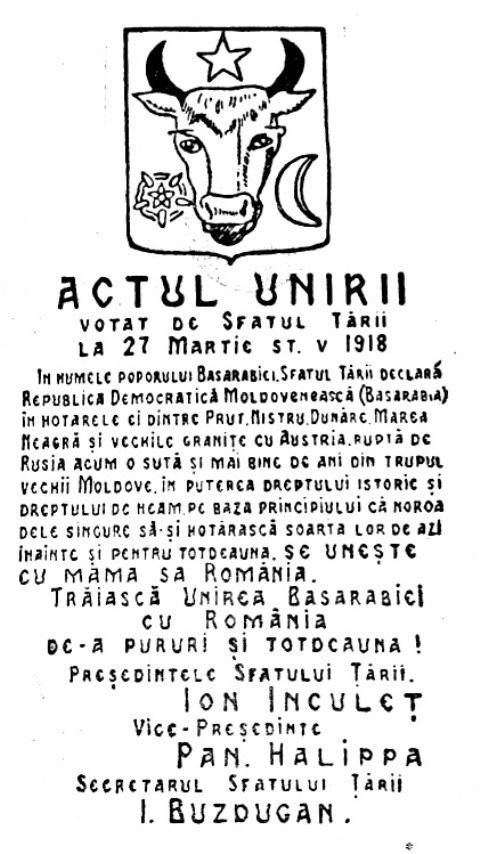
Declaració d'unificació de Romania i Bessaràbia

El 9 d'abril de 1918, el Sfatul Ţării votà a favor de la unificació amb Romania per 86 vots a favor, tres en contra i 36 abstencions. La unió fou confirmada pels Aliats de Romania pel Tractat de París de 1920.

### Part de Romania

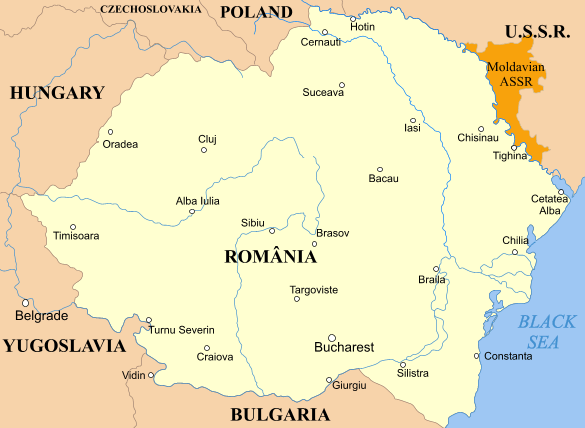
Bessaràbia com a part de la Gran Romania entre 1920 i 1940

Alhora, el 5 de maig de 1919 es va organitzar a l'exili d'Odessa un Govern Provisional de Treballadors i Pagesos de Bessaràbia, exiliat Odessa, dominat pels bolxevics.
L'11 de maig de 1919, es proclamà la República Socialista Soviètica de Bessaràba autònoma de la República Socialista Federada Soviètica de Rússia, però fou abolida per forces militars de Polònia i França el setembre de 1919 (vegeu Guerra poloneso-soviètica). Després de la victòria dels bolxevics a la Guerra Civil Russa, el 1922 fou creada la República Socialista Soviètica d'Ucraïna, i el 1924, una llenca de terra ucraïnesa del marge esquerre del Dnièster fou declarada República Socialista Soviètica Autònoma de Moldàvia.
Per la Conferència de Pau de París de 1919, la unió amb Romania fou reconeguda oficialment per França, el Regne Unit i altres països europeus. La Rússia Soviètica no la va acceptar.

### Segona Guerra Mundial
El 23 d'agost del 1939 es va signar el Pacte Molotov-Ribbentrop, i A l'article 4 de l'annex secret, Bessaràbia restava dins la zona d'influència soviètica.
El 26 de juny de 1940, en aplicació del Pacte, l'URSS envià un ultimàtum al govern de Romania perquè evacués en quatre dies Bessaràbia i el nord de Bucovina. Les dues províncies tenien una àrea de 51.000 km² i 3.750.000 habitants, majoritàriament romanesos. Dos dies més tard, el govern romanès es retirà dels territoris, i durant la retirada (entre el 28 de juny i el 3 de juliol) es dedicaren a atacar els comunistes locals, majoritàriament jueus i ucraïnesos. L'exèrcit romanès fou atacat per l'Exèrcit Roig, que va entrar a Bessaràbia quan el govern romanès es va retirar. L'exèrcit romanès va patir la mort o desaparició de 356 oficials i 42.876 soldats. Un cop les tropes soviètiques entraren a Bessaràbia, aquesta fou incorporada a l'URSS, repartida entre la República Socialista Soviètica de Moldàvia i la República Socialista Soviètica d'Ucraïna. Alhora, molts habitants foren executats o deportats a Sibèria i Kazakhstan.
El 2 d'agost del 1940 es va establir la República Socialista Soviètica de Moldàvia amb parts de l'antiga República Socialista Soviètica Autònoma de Moldàvia i la Bessaràbia no incorporada a Ucraïna. Als alemanys de Bessaràbia, seguint l'establit en el Pacte Molotov-Ribbentrop, se'ls oferí reassentar-se a Alemanya. Tement l'opressió soviètica, gairebé tots els (uns 93.000) acceptaren. La majoria d'ells —entre ells els pares de l'actual president d'Alemanya Horst Köhler— foren reassentats en terres annexades de Polònia. Aquells que decidiren no anar-se'n, foren assassinats mentre eren deportats cap a l'oest per l'Exèrcit Roig.
El 22 de juny del 1941, els tropes de l'Eix envaïren la Unió Soviètica (Operació Barbarossa) ajudats per tropes romaneses. Durant la retirada els soviètics utilitzaren la tàctica de terra cremada i s'endugueren per ferrocarril tot allò que pogueren. A la fi de juliol la regió es trobava sota control romanès.
Quan encara les operacions militars no havien acabat, les tropes romaneses iniciaren progroms contra la població jueva. En van matar milers, acusant-los d'haver col·laborat amb els soviètics, a qui havien rebut com a alliberadors a causa de la política antisemita d'Adolf Hitler. Alhora, els tristament cèlebres Einsatzgruppen SS van cometre atrocitats i assassinats de jueus sota el pretext d'espionatge, sabotatge o comunisme. La política de solució final de la qüestió jueva era vista pel conducator romanès Ion Antonescu més com una expulsió que no pas com un extermini. La població jueva (uns 200.000 persones) fou inicialment enviada a ghettos, i el 1942 a camps d'extermini de la zona ocupada de Transnístria, parcialment controlada per les SS. Després de tres anys de pau relativa, el front soviètic va tornar al front del Dnièster el 1944. El 20 d'agost del 1944, uns 900.000 soldats de l'Exèrcit Roig començaren l'ofensiva Iassy-Kishinev. Les forces soviètiques van ocupar Bessaràbia en una perllongada ofensiva de cinc dies. En petites batalles a Chişinău i Sarata el 6è Exèrcit Alemany, novament reformat després de la batalla de Stalingrad amb uns 650.000, fou obligat a retirar-se. Alhora, veient la derrota alemanya, Romania trencà la seva aliança militar amb Hitler. El 23 d'agost del 1944 el mariscal Ion Antonescu fou deposat i el rei Miquel I de Romania recuperà el poder.

### Part de la Unió Soviètica
La Unió Soviètica va reannexar la regió el 1944 i les tropes soviètiques ocuparen Romania fins al 1958 tot imposant un règim comunista, obedient a Moscou, a Bucarest el 1947. El règim comunista romanès no va incloure doncs l'afer de Bessaràbia i Bucovina (també ocupada per l'URSS) en llurs relacions amb la Unió Soviètica.
Entre 1969 i 1971, un grup de joves intel·lectuals de Chişinău va crear un Front Nacional Patriòtic clandestí, amb un centenar de membres, que reclamaven l'establiment d'una República Democràtica de Moldàvia, que s'escindís de l'URSS i s'unís a Romania.
Pel desembre de 1971, segons una nota informativa de Ion Stănescu, president del consell de seguretat de l'Estat de la República Socialista de Romania, a Iuri Andrópov, cap del KGB, tres dels líders del Front Nacional Patriòtic, Alexandru Usatiuc-Bulgar, Gheorghe Ghimpu i Valeriu Graur, així com una quarta persona, Alexandru Soltoianu, líder d'un moviment clandestí similar al nord de Bucovina, foren arrestats i sentenciats a llargues condemnes de presó.

### Independència de Moldàvia
Amb l'afebliment de la Unió Soviètica, el febrer del 1988 es convocaren les primeres manifestacions massives a Chişinău. D'antuvi, reclamaren a la perestroika el retorn de l'autogovern i l'estatut d'oficialitat del moldau (romanès) en comptes del rus.
El 31 d'agost del 1989 unes 600.000 persones es manifestaren novament a Chişinău durant quatre dies. El moldau esdevingué idioma oficial de la República Socialista Soviètica de Moldàvia, tot i que la mesura no es farà efectiva d'antuvi.
El 1990 se celebraren les primers eleccions lliures per al Parlament, amb l'oposició del Frontul Popular, qui tot i així va guanyar. Així es formarà govern presidit per un dels seus líders, Mircea Druc. Així l'RSS de Moldàvia esdevindrà RSS de Moldova i més tard República de Moldàvia. La república de Moldàvia esdevindrà independent el 1991. Les fronteres, establides el 2 d'agost del 1940, no han canviat.

## Població
La població abans de la Segona Guerra Mundial era formada per moldavians (romanesos), ucraïnesos, búlgars, alemanys, gagaüsos, rutens i jueus. Vora dos terços de la població són moldavians/romanesos.
- 1889: 1,628,867.
- 1897: 1,936,392.
- 1970: 69% de la població de Bessarabia eren romanesos i d'ells el 98% declararen tenir com a llengua materna el moldau (romanès).
- 1989: Hi havia 88,419 búlgars de Bessaràbia segons dades de la República de Moldova
- 1992: 4,305 immigrants a Israel des de Moldova constituïen el 7,1% dels immigrants a Israel de l'antiga URSS aquest any.
- 2004: Hi havia 65,072 búlgars de Bessaràbia i segons el cens no inclou els de Transnístria.

Cens rus de 1817, (total 482,000 habitants)
- 83,848 Famílies romaneses (86%)
- 6,000 Famílies rutenes (6,5%)
- 3,826 Famílies jueves (1,5%)
- 1,200 Famílies Lipovan (1,5%)
- 640 Famílies gregues (0,7%)
- 530 Famílies armènies (0,6%)
- 241 famílies búlgares (0,25%)
- 241 Famílies gagaús (0,25%)

Cens rus de 1856, (total 990,000 habitants)
- 736,000 Romanesos (74%)
- 119,000 Ucraïnesos (12%)
- 79,000 Jueus (8%)
- 47,000 Búlgars i gagaús (5%)
- 24,000 Alemanys (2,4%)
- 11,000 Gitanos (1,1%)
- 6,000 Russos (0,6%)

Cens rus de 1897, (total 1,935,412 habitants)
- 1,092,000 Romanesos (56%)
- 373,000 Russos i ucraïnesos (18,9%)
- 229,000 Jueus (11,7%)
- 259,000 Altres (13,4%) - Alemanys, búlgars, gagaús, etc.

Cens romanès de 1930, (total 2,800,000 habitants)
- 57% Romanesos
- 12% Russos
- 11% Ucraïnesos
- 7% Jueus
- 6% Búlgars
- 3% Alemanys
- 1% Altres (Gagaús, roma, grecs, armenis)